# DNA ligáza

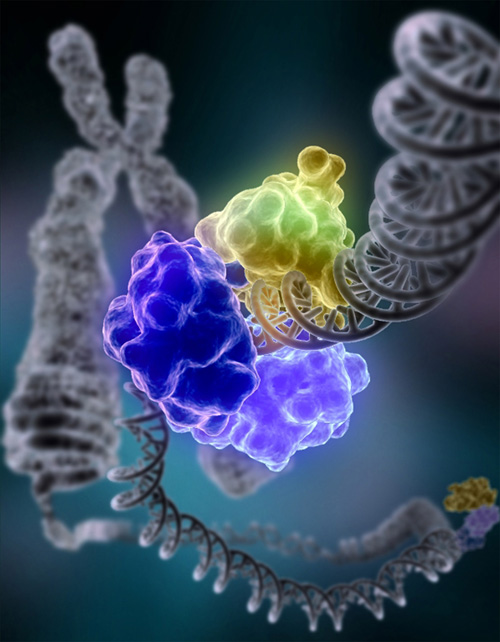
Umělecká představa DNA ligázy, zde v průběhu opravy vlákna DNA

DNA ligáza je enzym ze skupiny ligáz, který se účastní replikace DNA (spojování Okazakiho fragmentů), crossing-overu a opravy DNA. Katalyzuje vznik fosfodiesterové vazby v místech, kde došlo k porušení celistvosti vlákna DNA.

## Klasifikace
Je známo více různých DNA ligáz, a to ve všech doménách života. Jako kofaktor využívají bakteriální DNA ligázy buď NAD nebo ATP, zato virové, archebakteriální a eukaryotické DNA ligázy využívají až na malé výjimky pouze ATP. U živočichů známe tyto DNA ligázy:
- DNA ligáza I - nejvýznamnější[2]
- DNA ligáza II, DNA ligáza III, DNA ligáza IV - méně významné[2]

Špatná funkce DNA ligáz může vyústit v Bloomův syndrom nebo v akutní lymfoblastickou leukémii.

## Využití ve výzkumu
Celá řada DNA ligáz byla izolována a dnes jsou neodmyslitelnou součástí experimentů v oblasti genového inženýrství. Nejčastěji užívaným enzymem z této skupiny je T4 DNA ligáza, která byla získána z buněk E. coli, jež byly infikovány fágem T4. Má sice optimum při 37 °C, ale nejlepších výsledků se dosahuje při teplotách kolem 4–16 °C, kdy je omezen tepelný pohyb molekul DNA. Vědci ji zpravidla používají pro kovalentní propojení tzv. kohezních konců (konců s jednovláknovými přesahy, jež spolu vzájemně párují), nicméně do jisté míry se dá použít i pro ligaci konců tupých.